# SK Graphia Viena

SK Graphia Viena a fost un club de fotbal cu sediul în Viena fondat în 1899. Întreaga activitate s-a desfășurat doar în perioada antebelică. Clubul vienez a evoluat în principale competiții fotbalistice cum ar fi Cupa Tagblatt și Cupa Challenge.
În 1907 a fuzionat cu ASK Schwechat din care a rezultat SC Germania Schwechat.